# Feld am See

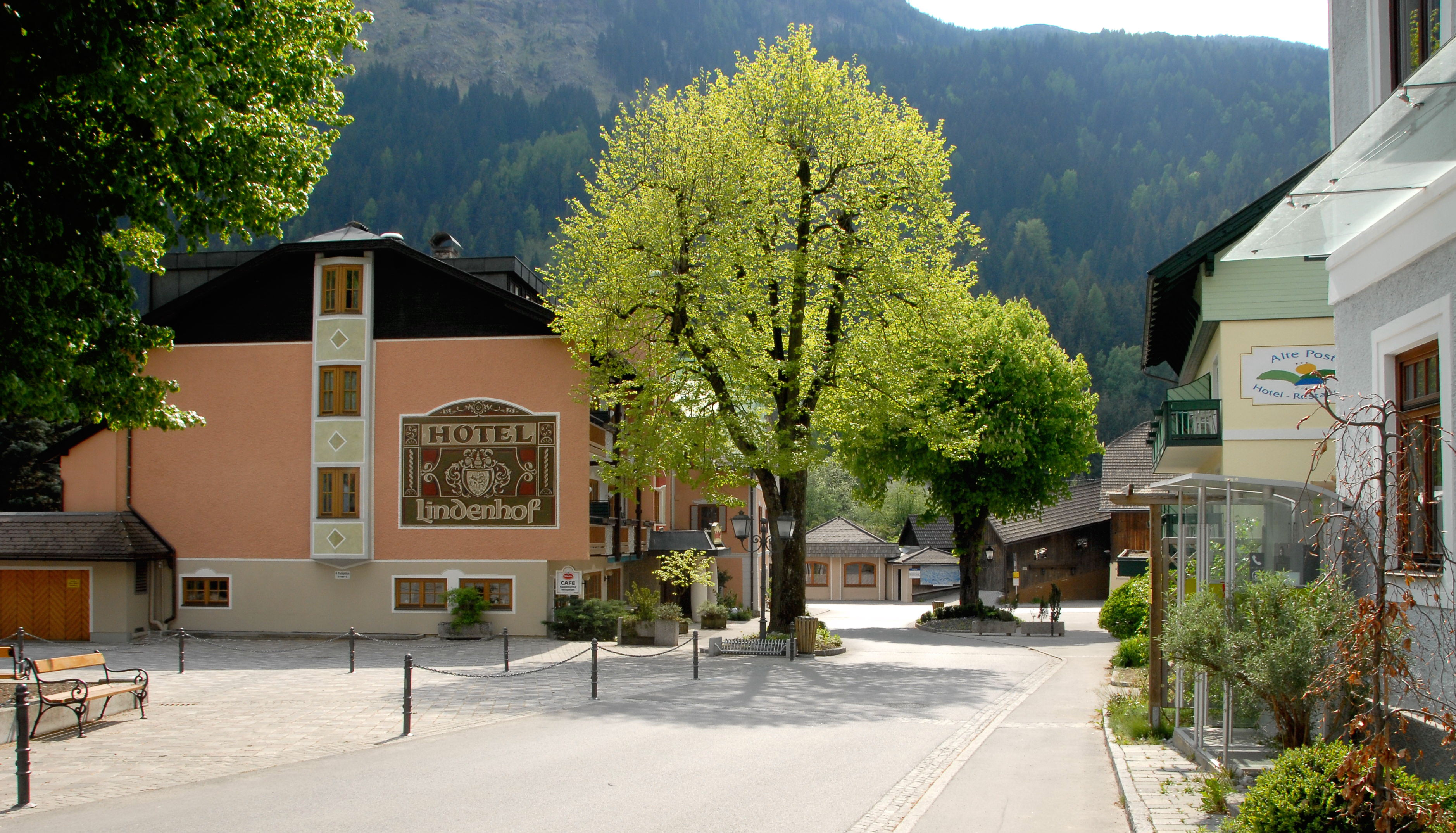
Ortskern von Feld am See

Feld am See ist eine Gemeinde mit 1042 Einwohnern (Stand 1. Jänner 2025) im Bezirk Villach-Land in Österreich, im Bundesland Kärnten.

## Geographie
Die Gemeinde liegt im Gegendtal mitten in den Nockbergen zwischen Mirnock (2110 m) im Westen und Wöllaner Nock (2145 m, nicht mehr im Gemeindegebiet) im Osten. Auf dem Gemeindegebiet befinden sich der Feldsee/Brennsee und der Afritzer See.

### Gemeindegliederung
Einzige Katastralgemeinde von Feld am See ist Rauth. Zum Gemeindegebiet gehören acht Ortschaften (in Klammern Einwohnerzahl Stand 1. Jänner 2025):
- Erlach (61)
- Feld am See (638)
- Feldpannalpe (2)
- Klamberg (49)
- Rauth (208)
- Schattseite (17)
- Untersee (24)
- Wiesen (43)

### Nachbargemeinden
| Radenthein |                                             | Bad Kleinkirchheim |
| Ferndorf   | Kompassrose, die auf Nachbargemeinden zeigt |                    |
| Fresach    |                                             | Afritz am See      |

## Geschichte
Das Gegendtal wurde erst im Hochmittelalter besiedelt. Die Bezeichnung Gegend wurde 1308 erstmals urkundlich erwähnt. Die Sonnseite des Tales wurde bis ca. 1300 gerodet und besiedelt, die Ortschaft Rauth war lange die bedeutendste Siedlung. Ihr Name leitet sich von der Rodungstätigkeit der frühen Besiedler ab, die zur deutschsprachigen Bevölkerungsschicht gehörten, vgl. „reuten“ = durch Entfernen von Baum- und Strauchwerk urbar machen. Das wird durch den Namen „Laßnitzer“ für eine Siedlungsstelle in dieser Ortschaft bestätigt. Dieser Name hat den gleichen Ursprung: Er und seine Schreibvarianten wie Lassnitz usw. stammt aus dem Slawischen und bedeutet einen Bach, der aus einem Wald oder einem Rodungsgebiet (Wiese, Au usw.) kommt.
Der Ort Feld am See entstand erst im 18. Jahrhundert, besonders nach dem Bau der evangelischen Kirche 1787. Das 1632 entstandene Haus Brenn (eine Schnapsbrennerei und Taverne) gab auch dem See den Namen. 1851 wurde die Volksschule erbaut. Der Sommerfremdenverkehr begann bereits Ende des 19. Jahrhunderts zunächst am Brennsee, wodurch die traditionell kleinbäuerliche Wirtschafts- und Siedlungsstruktur eine entscheidende Veränderung erfuhr.
Die Gemeinde Feld konstituierte sich im Jahr 1850 und wurde 1931 in Feld am See umbenannt. Zwischen 1973 und Ende 1990 waren die Gemeinden Afritz und Feld am See im Rahmen des Kärntner Gemeindestruktur-Verbesserungsgesetzes zusammengelegt und um Teile von Radenthein erweitert. Mit 1. November 1980 wurde die Gemeinde in Feld am See-Afritz umbenannt.
Die beiden Gemeinden wurden nach einer Volksbefragung mit 1. Jänner 1991 wieder getrennt, die von Radenthein stammenden Teile verblieben dabei bei Feld am See.

### Staatsbürgerschaft, Religion
Die Gemeinde Feld am See hat 1.154 Einwohner (2006), davon besitzen 97,3 % die österreichische Staatsbürgerschaft. Als Religionszugehörigkeit geben 66,0 % evangelisch, 27,5 % römisch-katholisch und 0,8 % islamisch an. 5,1 % sind ohne religiöses Bekenntnis.

### Bevölkerungsentwicklung

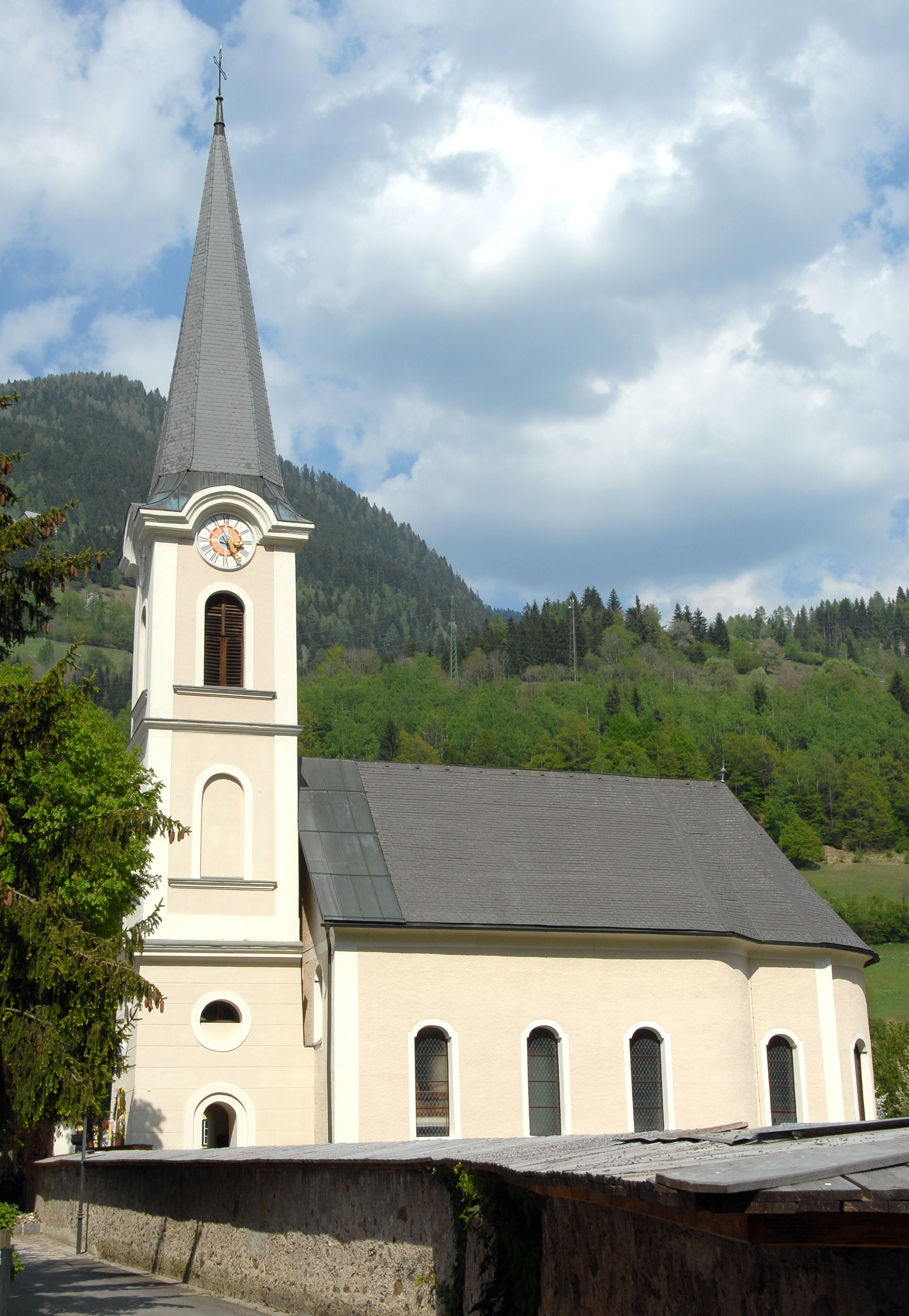
Evangelische Pfarrkirche

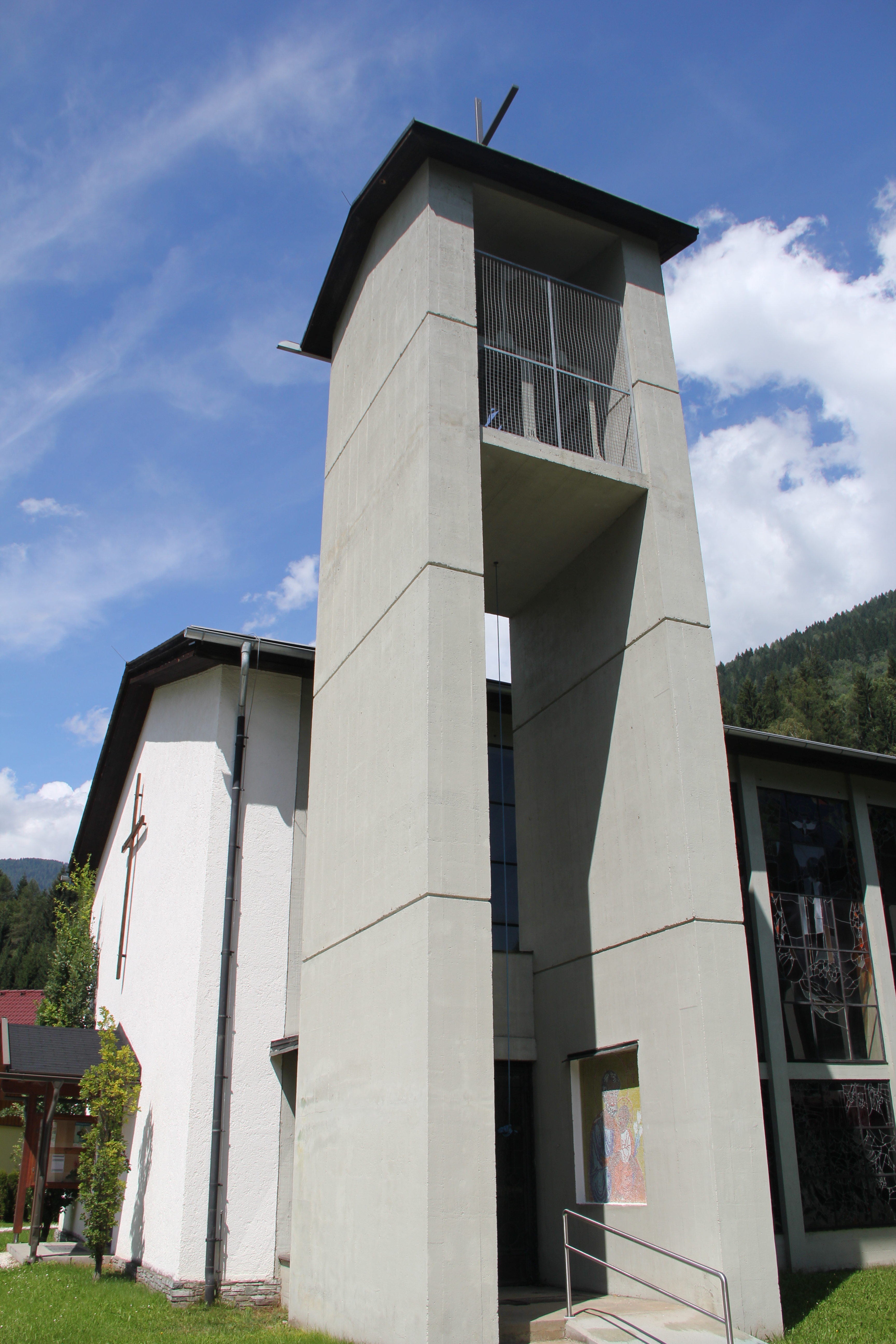
Kath. Kirche St. Joseph in Feld am See

| Feld am See: Einwohnerzahlen von 1869 bis 2024            | Feld am See: Einwohnerzahlen von 1869 bis 2024 | Feld am See: Einwohnerzahlen von 1869 bis 2024 | Feld am See: Einwohnerzahlen von 1869 bis 2024 | Feld am See: Einwohnerzahlen von 1869 bis 2024 |
| --------------------------------------------------------- | ---------------------------------------------- | ---------------------------------------------- | ---------------------------------------------- | ---------------------------------------------- |
| Jahr                                                      |                                                |                                                |                                                | Einwohner                                      |
| 1869                                                      | 1869                                           |                                                | 547                                            | 547                                            |
| 1880                                                      | 1880                                           |                                                | 563                                            | 563                                            |
| 1890                                                      | 1890                                           |                                                | 581                                            | 581                                            |
| 1900                                                      | 1900                                           |                                                | 602                                            | 602                                            |
| 1910                                                      | 1910                                           |                                                | 637                                            | 637                                            |
| 1923                                                      | 1923                                           |                                                | 651                                            | 651                                            |
| 1934                                                      | 1934                                           |                                                | 714                                            | 714                                            |
| 1939                                                      | 1939                                           |                                                | 815                                            | 815                                            |
| 1951                                                      | 1951                                           |                                                | 943                                            | 943                                            |
| 1961                                                      | 1961                                           |                                                | 1.033                                          | 1.033                                          |
| 1971                                                      | 1971                                           |                                                | 1.111                                          | 1.111                                          |
| 1981                                                      | 1981                                           |                                                | 1.152                                          | 1.152                                          |
| 1991                                                      | 1991                                           |                                                | 1.120                                          | 1.120                                          |
| 2001                                                      | 2001                                           |                                                | 1.188                                          | 1.188                                          |
| 2011                                                      | 2011                                           |                                                | 1.154                                          | 1.154                                          |
| 2021                                                      | 2021                                           |                                                | 1.072                                          | 1.072                                          |
| 2024                                                      | 2024                                           |                                                | 1.060                                          | 1.060                                          |
| Quelle(n): Statistik Austria, Gebietsstand 1. Jänner 2021 |                                                |                                                |                                                |                                                |

## Kultur und Sehenswürdigkeiten
- Evangelische Kirche, erbaut 1787, Turm 1852, Renovierung 2007
- Katholische Kirche Hl. Joseph, geweiht 1960
- Mirnockriese, in Stein gehauene Sagenfigur, das Wahrzeichen von Feld am See

- Alpen Wildpark Feld am See, Wildpark und Museum
- Seepark

### Vereine
Kulturelle Aktivitäten in Feld am See gehen von den verschiedenen Vereinen und Gruppen aus:
- MGV Feld am See
- Trachtenkapelle Feld am See
- Quartett Mirnock
- Trachtengruppe Feld am See
- Nock-Roses Highlander
- Kinder- und Jugend – Volkstanzgruppe
- Mirnock Teufel
- Brauchtumsverein Feldpannalm
- Tennisclub Feld am See
- Tauchsport Neptun
- Eishockeyclub Feld am See
- Radclub Feld am See
- SV ASKÖ Feld am See
- Taekwon-do Feld am See
- Freiwillige Feuerwehr
- Mirnock-Oldies
- Bienenzuchtverein
- Pensionistenverband
- TIG Tourismusinteressensgemeinschaft
- Elternverein

### Sport
In der Gemeinde Feld am See wurde in Jahren 1975 die Naturbahnrodel-Europameisterschaft und 1982 die Naturbahnrodel-Weltmeisterschaft ausgetragen.
Die Strecke wurde zwischenzeitlich aufgelassen um im ehemaligen Zielbereich Tennisplätze zu errichten.

### Regelmäßige Veranstaltungen
Folgende Feste finden jährlich statt:
- Zaunringbraten – das Brauchtum wird jährlich mit einem Fest in der Feldpannalm gefeiert
- Kirchtag – am Sonntag nach dem 8. September findet am Dorfplatz der Kirchtag statt
- Maibaumfeier – das Aufstellen des Maibaumes am Dorfplatz
- Fischfest – ein kulinarisches Dorffest im Juli
- Waldfest – ein Country- und Westernfest in der Waldarena
- Faschingsumzug

## Wirtschaft und Infrastruktur

### Wirtschaftssektoren
Von den 54 landwirtschaftlichen Betrieben des Jahres 2010 wurden 20 im Haupt-, 26 im Nebenerwerb, 1 von einer Personengemeinschaft und 7 von juristischen Personen geführt. Im Produktionssektor arbeiteten 69 der 73 Erwerbstätigen in der Bauwirtschaft. Die wichtigsten Arbeitgeber des Dienstleistungssektors waren die Bereiche Beherbergung und Gastronomie (49), soziale und öffentliche Dienste (44), Handel (22) und freiberufliche Dienstleistungen (19 Mitarbeiter).
| Wirtschaftssektor            | Anzahl Betriebe | Anzahl Betriebe | Anzahl Betriebe | Erwerbstätige | Erwerbstätige | Erwerbstätige |
| Wirtschaftssektor            | 2021            | 2011            | 2001            | 2021          | 2011          | 2001          |
| ---------------------------- | --------------- | --------------- | --------------- | ------------- | ------------- | ------------- |
| Land- und Forstwirtschaft 1) | 25              | 54              | 61              | 42            | 33            | 40            |
| Produktion                   | 14              | 15              | 10              | 69            | 73            | 46            |
| Dienstleistung               | 63              | 61              | 59              | 161           | 143           | 151           |

1) Betriebe mit Fläche in den Jahren 2010 und 1999, Arbeitsstätten im Jahr 2021

### Arbeitsmarkt, Pendeln
Im Jahr 2011 lebten 490 Erwerbstätige in Feld am See. Davon arbeiteten 123 in der Gemeinde, drei Viertel pendelten aus.

### Fremdenverkehr
Wirtschaftlich wichtig ist der Tourismus an den beiden Badeseen. In den Jahren 2011 bis 2019 zählte die Gemeinde jährlich über 100.000 Übernachtungen. Im COVID-Jahr 2020 ging diese Zahl auf 89.000 zurück.

### Verkehr
Die Verkehrsanbindung erfolgt über die Millstätter Straße (B 98).

## Politik

### Gemeinderat
Der Gemeinderat von Feld am See hat 15 Mitglieder.
- Nach der Gemeinderatswahl 2015 setzte er sich wie folgt zusammen: 6 SPÖ, 6 FPÖ, 3 ÖVP[16]
- Nach der Gemeinderatswahl 2021 setzt er sich wie folgt zusammen: 7 SPÖ, 5 ÖVP, 3 FPÖ.[17]

### Bürgermeister
- bis 2009 Richard Maier (FPÖ, BZÖ)
- 2009–2021 Erhard Veiter (BZÖ, FPÖ)
- seit 2021 Michaela Oberlassnig (SPÖ)[18]

### Wappen
Feld am See wurde 1954 ein Wappen verliehen, das die Sage des Mirnockriesen zum Motiv hatte, jedoch nicht den heraldischen Regeln entsprach. Mit der Neukonstituierung der Gemeinde 1973 (Eingliederung von Afritz) wurde das bisherige Gemeindewappen, allerdings ohne den schildhaltenden Wassermann, übernommen. Nach der Trennung der beiden Gemeinden 1991 verzichtete die Gemeinde auf das alte Wappen zugunsten eines Neuentwurfs. Die Neuverleihung von Wappen und Fahne erfolgte am 30. September 1993.
Die auswärts geneigten Ährenpaare des Wappens symbolisieren ein Feld und die fünf Wellenfäden im Schildfuß einen See. Beide Komponenten stehen für die wichtigsten Wirtschaftszweige der Gemeinde, Landwirtschaft und Fremdenverkehr. Die amtliche Blasonierung des Wappens lautet:
„In Grün über goldenem, von fünf grünen Wellenfäden durchzogenem Wellenschildfuß golden zwei verschränkte Paare Getreidehalme mit schrägauswärts geneigten Ähren.“
Die Flagge ist Grün-Gelb mit eingearbeitetem Wappen.

### Partnergemeinde
- Markt Wilhermsdorf, Landkreis Fürth, Deutschland, seit 1988[20]

## Persönlichkeiten

### Ehrenbürger der Gemeinde
- 1920: Josef Huber (1852–1921), österreichischer Politiker, Kärntner Landtagsabgeordneter

### Söhne und Töchter der Gemeinde
- Hans Bischoffshausen (1927–1987), Maler und Kulturkritiker

### Mit der Gemeinde verbundene Persönlichkeiten
- Hans Bernlieger, Mundartdichter
- Marco Krainer (* 1981), Koch